# Linton (Cambridgeshire)

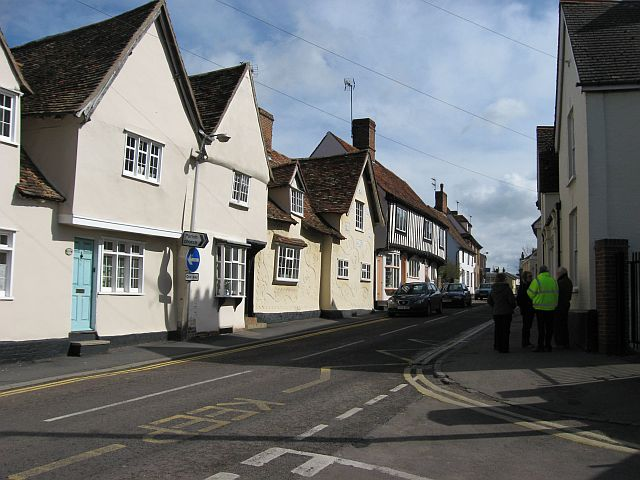
Häuser in der High Street von Linton

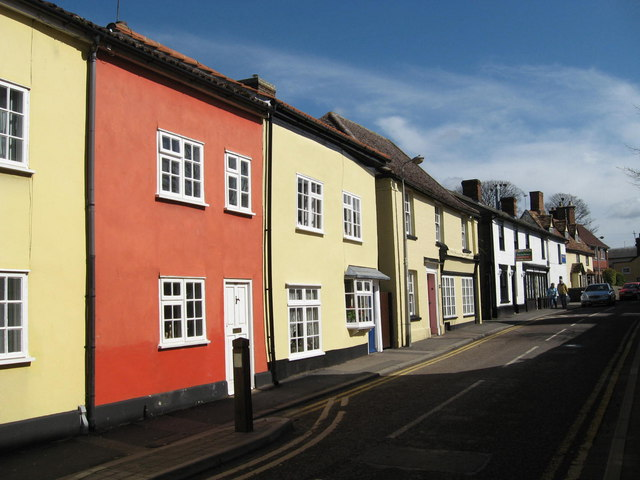
Häuser in der High Street von Linton

Linton ist ein Dorf in Cambridgeshire, England, nicht weit von der Grenze mit Essex. Es hat sich seit den 1960er Jahren stark ausgedehnt und wird heute von vielen Pendlern bewohnt. Die Bahnstation der ehemaligen Stour Valley Railway zwischen Cambridge und Colchester ist bereits seit 1967 geschlossen. Der Wasserturm auf dem Rivey Hill ist ein weithin sichtbares Wahrzeichen. Der River Granta (oder Cam) fließt durch den Ort.
Entlang der High Street gibt es drei Pubs, die zum Teil auch hochwertiges Essen anbieten, sowie ein indisches Restaurant. Im Süden gibt es den privat geführten Linton Zoo und im Norden liegt das Weingut Chilford Hall. Es gibt mehrere Geschäfte und Firmen in Linton, einige davon im Industriegebiet The Grip.

## Schulen
Es gibt vier Schulen in Linton: Linton CofE Infant School im Ortskern bei der St. Mary's Church für Kinder von 4 bis 7. In Richtung Bartlow liegt Linton Heights Junior School für Kinder von 7 bis 11. Linton Village College für Jugendliche von 11 bis 16 liegt an der A1307, der Hauptstraße von Haverhill. Die nahegelegene Granta School ist eine von sechs Spezialschulen für Kinder von 3 bis 9 mit besonderen Anforderungen.

## Fiktionales Hotel
Linton wurde durch die fiktive Figur Alan Partridge des englischen Schauspielers Steve Coogan bekannt, der einst seinen verlängerten Aufenthalt in der ebenso fiktiven Linton Travel Tavern damit rechtfertigte, dass sie auf halbem Weg zwischen London und Norwich läge. Der BBC-Fernsehfilm wurde aber im Hilton Hotel, an der A41 bei Bushey gedreht.